# RW-49
RW-49 (russisch РВ-49) ist die Bezeichnung einer Mittelwellensendeanlage in Omsk, welche seit 1942 existiert. 
Der Sender RV-49 verwendete von 1942 bis 1956 einen 150 Meter hohen Sendemast, an dem eine Drahtantenne angebracht war. Der Mast bestand aus Holz und war eines der höchsten je errichteten Holzbauwerke. 1956 wurde dieser Mast durch den gegenwärtigen 164 Meter hohen selbststrahlenden Sendemast ersetzt.